# Ciry-Salsogne
Ciry-Salsogne ist eine französische Gemeinde mit 892 Einwohnern (Stand: 1. Januar 2022) im Département Aisne in der Region Hauts-de-France (frühere Region: Picardie). Die Gemeinde gehört zum Arrondissement Soissons und zum Kanton Fère-en-Tardenois.

## Geographie
Die Gemeinde Ciry-Salsogne liegt an der Mündung der Vesle in die Aisne, elf Kilometer östlich von Soissons. Durch dir Gemeinde führen dir Route nationale 31, eine alte Heerstraße des Systems Chaussée Brunehaut und die stillgelegte Bahnstrecke von Soissons nach Bazoches-et-Saint-Thibaut. Zur Gemeinde gehören die Häusergruppen La Glau und Quincampoix sowie L’Apothicaire, die Domaine des Étangs mit einem Freizeitpark und La Cour Maçonneuse. Nachbargemeinden von Ciry-Salsogne sind Condé-sur-Aisne im Norden, Chassemy im Osten, Vasseny im Südosten, Couvrelles und Serches im Süden, Acy im Südwesten sowie Sermoise im Westen.

## Geschichte
Im Gemeindegebiet wurden prähistorische Siedlungsspuren und die Reste einer gallorömischen Villa entdeckt.

### Bevölkerungsentwicklung
| Jahr                       | 1962 | 1968 | 1975 | 1982 | 1990 | 1999 | 2010 | 2021 |
| Einwohner                  | 508  | 464  | 483  | 535  | 629  | 649  | 842  | 896  |
| Quellen: Cassini und INSEE |      |      |      |      |      |      |      |      |

## Sehenswürdigkeiten
- Die nach Zerstörung im Ersten Weltkrieg 1922 bis 1926 wieder aufgebaute Kirche Saint-Martin mit einer Christusstatue von Paul Landowski, die als Modell für die Statue des Cristo Redentor in Rio de Janeiro diente. Die Kirche wurde 2007 als Monument historique eingetragen (Base Mérimée PA02000067).
- Kapelle Saint-Jean mit ihrem Glockenstuhl
- Kriegerdenkmal (Monument aux morts)
- Wegkreuz
- Ruinen des Schlosses Ciry-Salsogne

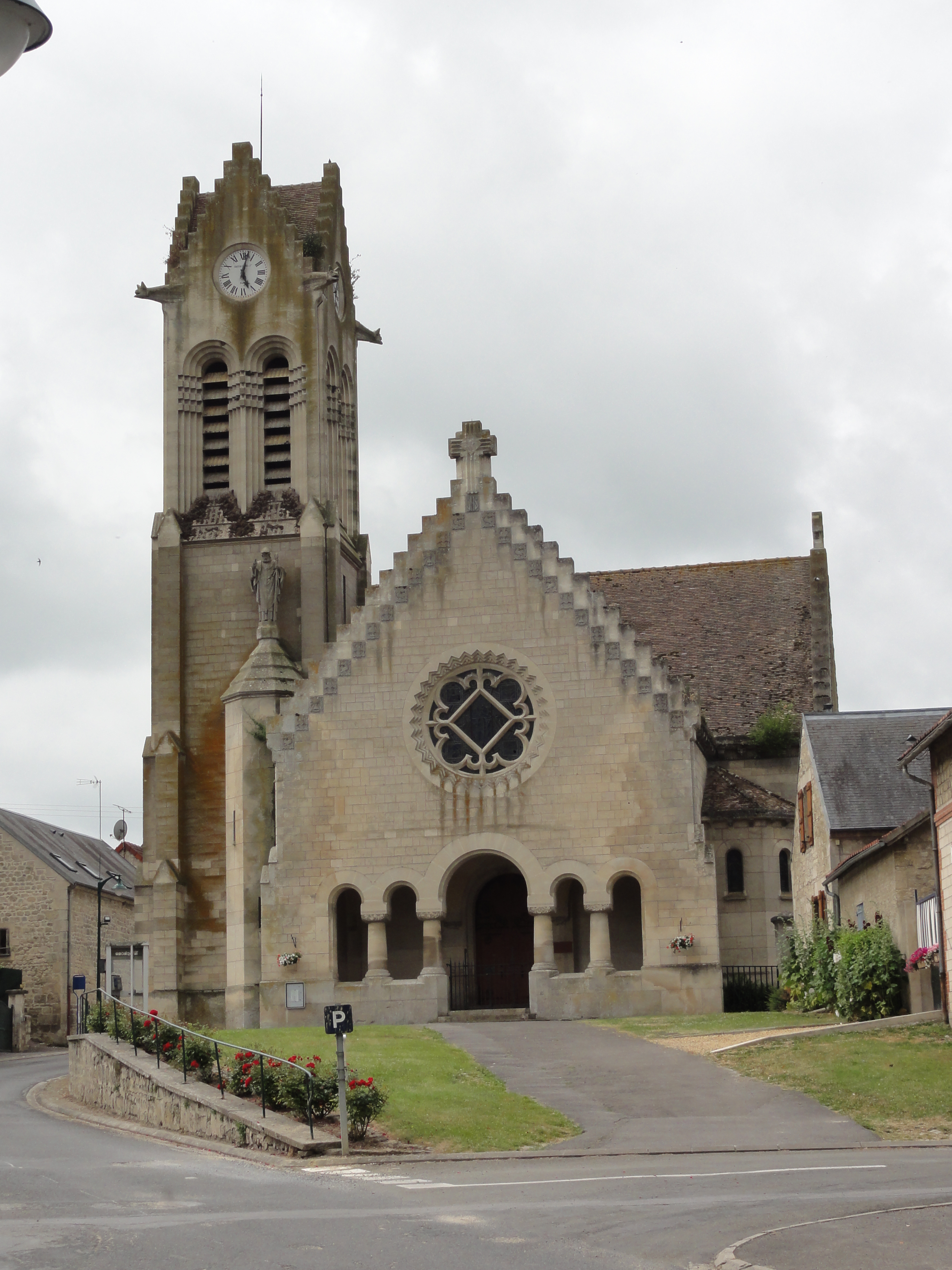
Kirche Saint-Martin
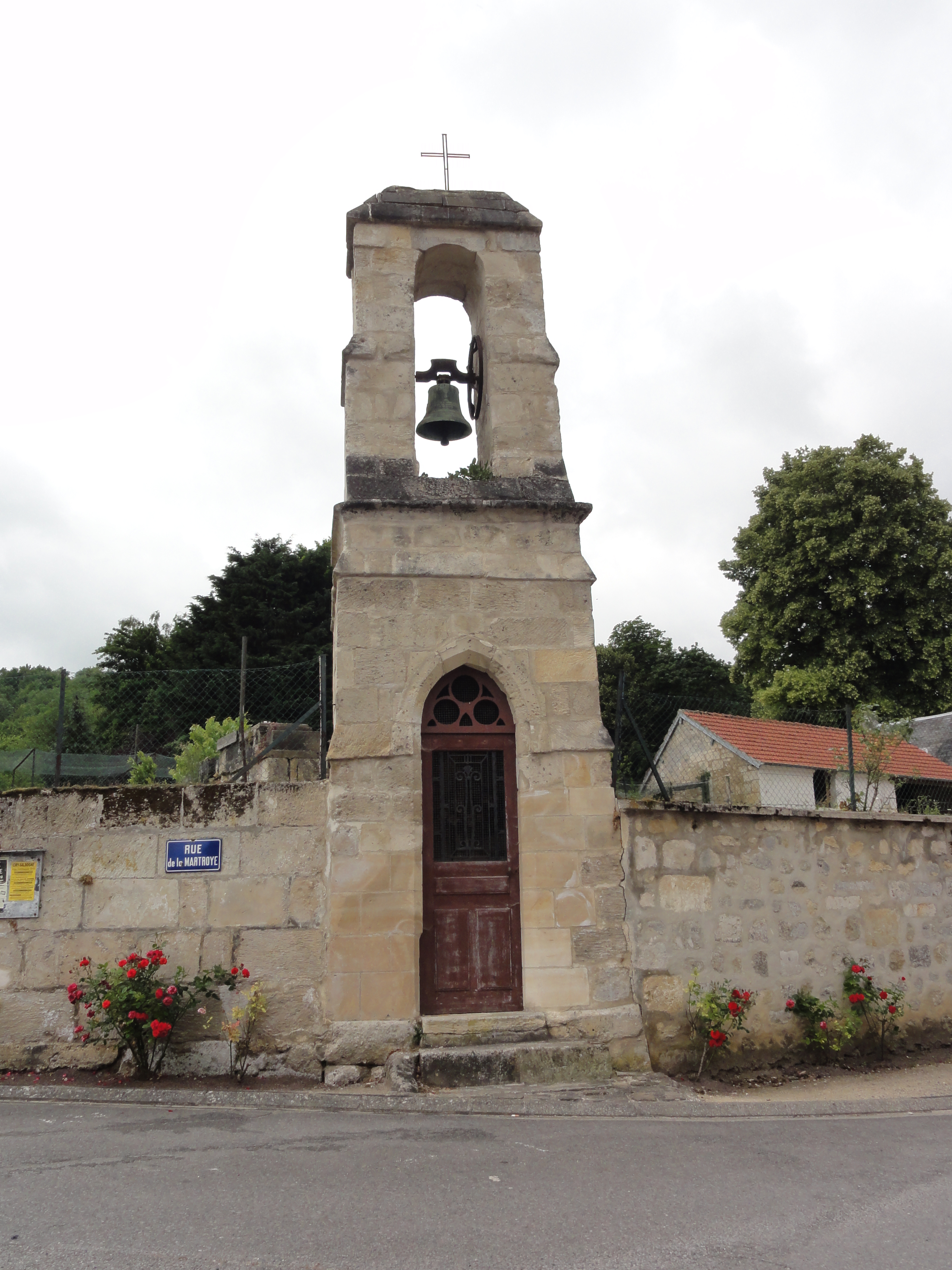
Glockenstuhl der Kapelle Saint-Jean
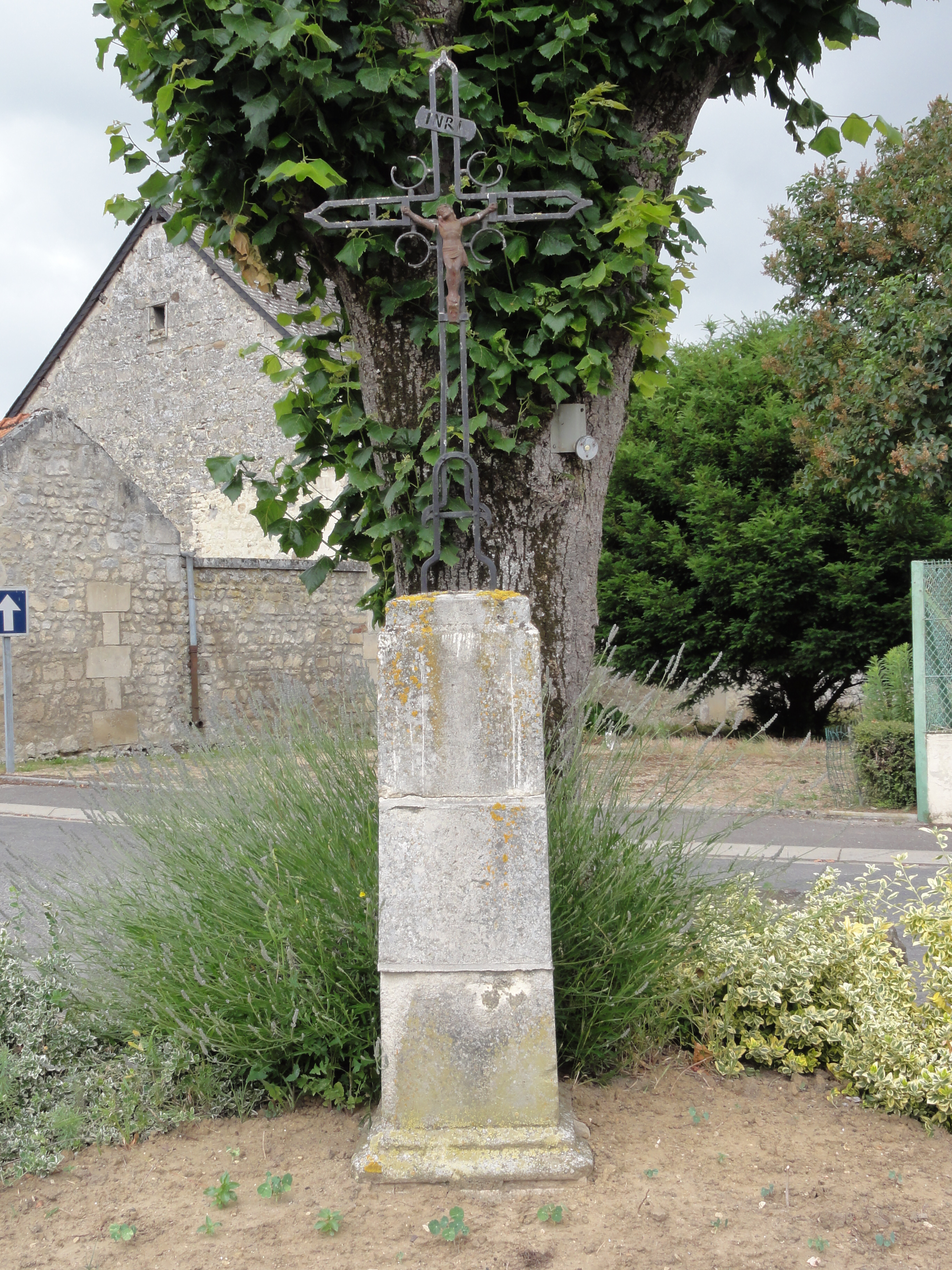
Wegkreuz
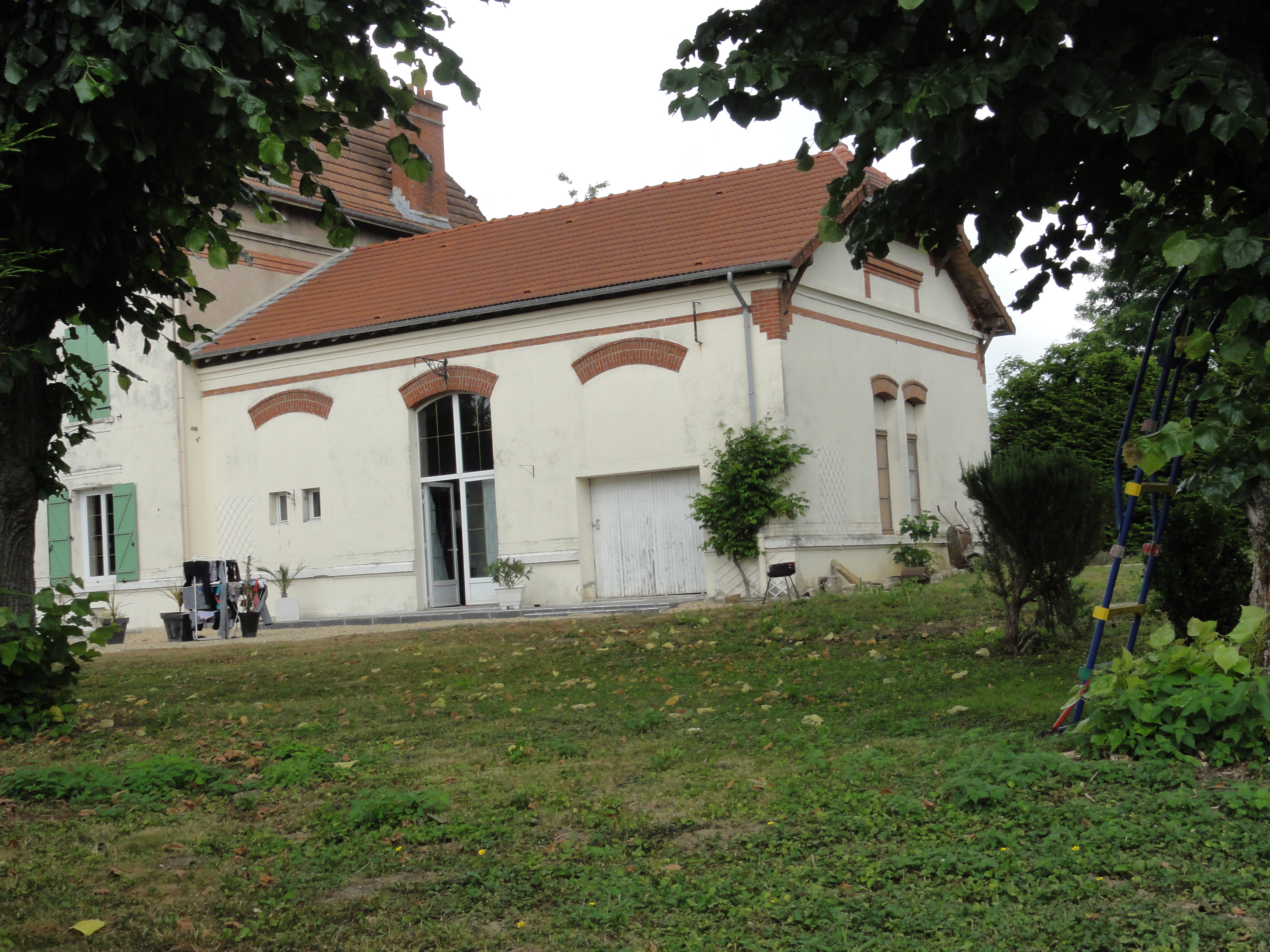
Ehemaliger Bahnhof
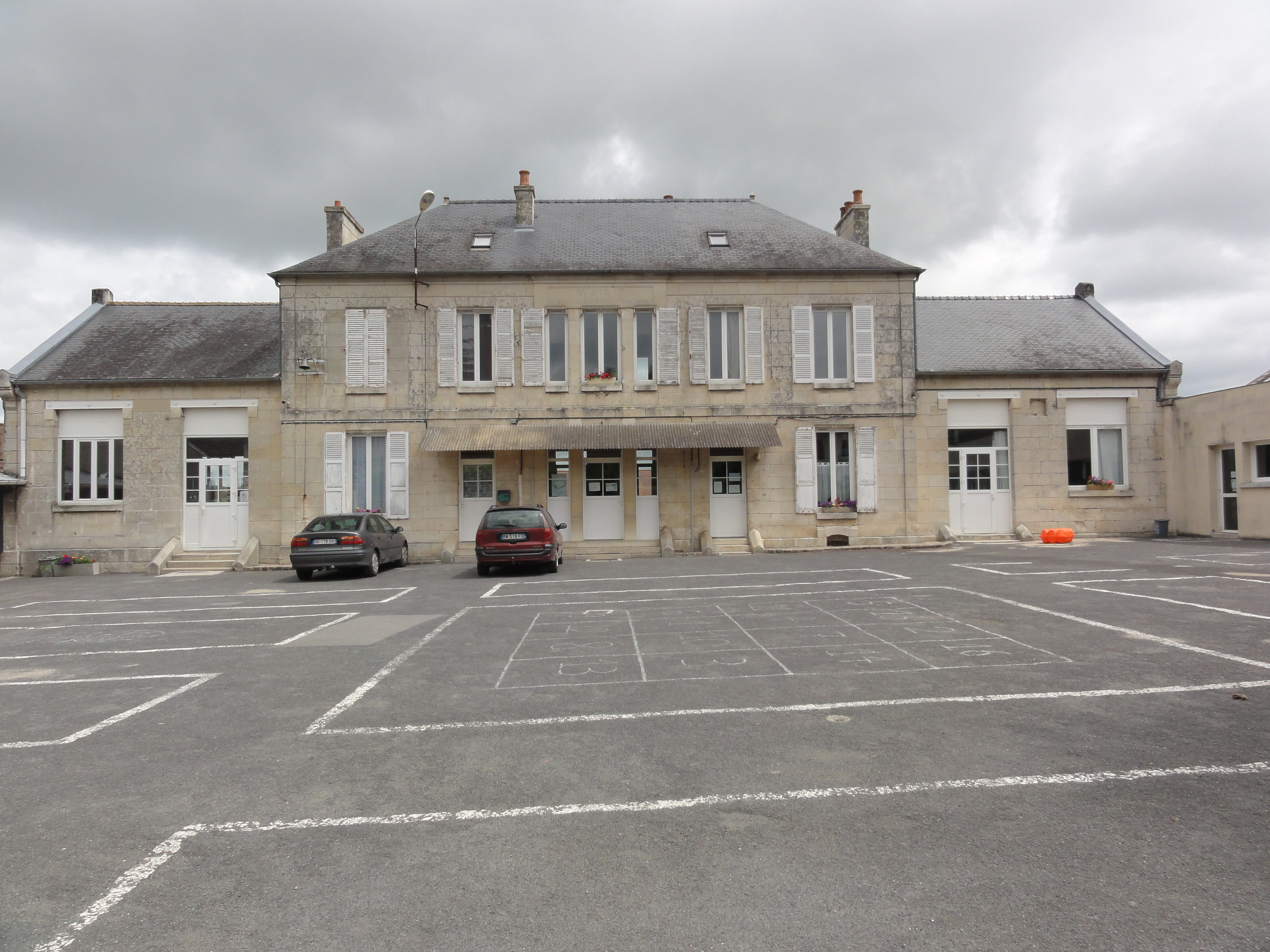
Schule